# Ulrich Reich
Ulrich Reich (República Federal Alemana, 10 de mayo de 1951) es un atleta  retirado especializado en la prueba de 4x360 metros, en la que consiguió ser subcampeón europeo en pista cubierta en 1973.

## Carrera deportiva
En el Campeonato Europeo de Atletismo en Pista Cubierta de 1973 ganó la medalla de plata en los relevos de 4x360 metros, con un tiempo de 2:46.42 segundos, llegando a meta por detrás del equipo francés.